# Calcar

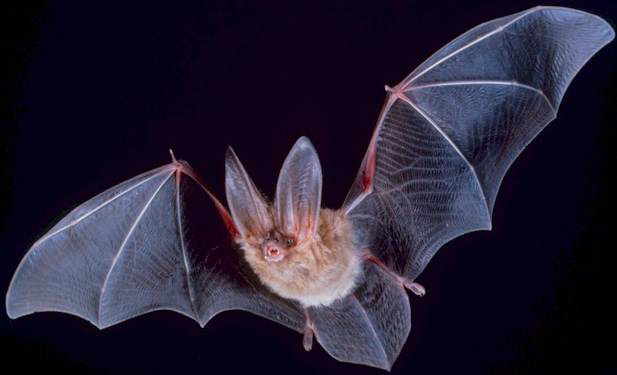
Townsend-Langohr (Corynorhinus townsendii) mit klar erkennbarer gespannter Schwanzflughaut

Der Calcar ist ein knorpeliger Sporn bei flug- und gleitfähigen Tieren, der zur Stützung der Flug- und Gleithaut dient.
Bei den Fledermäusen ist er an den Hinterbeinen ausgebildet und spannt die Schwanzflughaut (Uropatagium) zwischen Calcar, Hinterbein und Schwanz der Tiere auf. Bei einigen Arten wie etwa den Abendseglern (Nyctalus) trägt er zudem das Epiblema, ein steifes Hautstück in der Schwanzflughaut.

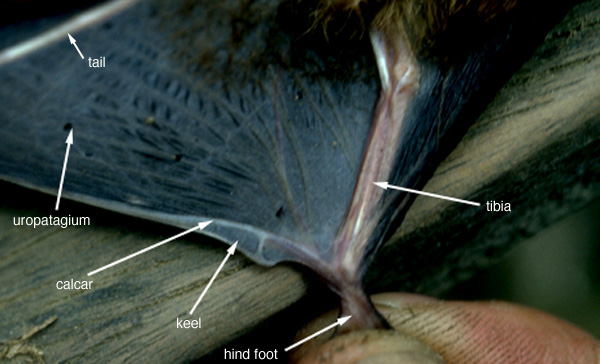
Calcar

Ein Calcar kann auch bei anderen Tieren wie etwa den Gleitbilchen ausgebildet sein. Hier handelt es sich um eine knorpelige Spange am Unterarm, an dem die zwischen den Vorder- und Hinterbeinen ausgebildete Gleithaut aufgespannt wird.

## Belege
1. ↑  Wilfried Schober, Eckhard Grimmberger: Die Fledermäuse Europas – Kennen, bestimmen, schützen. 2. aktualisierte Auflage, Franckh-Kosmos Verlags-GmbH, Stuttgart 1998; S. 16–17. ISBN 3-440-07597-4
2. ↑  Brian J. Stafford, Richard W. Thorington, Jr.: Idiurus zenkeri, Zenker's Pygmy Anomalure (Pygnmy Scaly-Tailed Flying Squirrel). In: Jonathan Kingdon, David Happold, Michael Hoffmann, Thomas Butynski, Meredith Happold und Jan Kalina (Hrsg.): Mammals of Africa Volume III. Rodents, Hares and Rabbits. Bloomsbury, London 2013, S. 614–615; ISBN 978-1-4081-2253-2.